# Hyacinthe Loyson

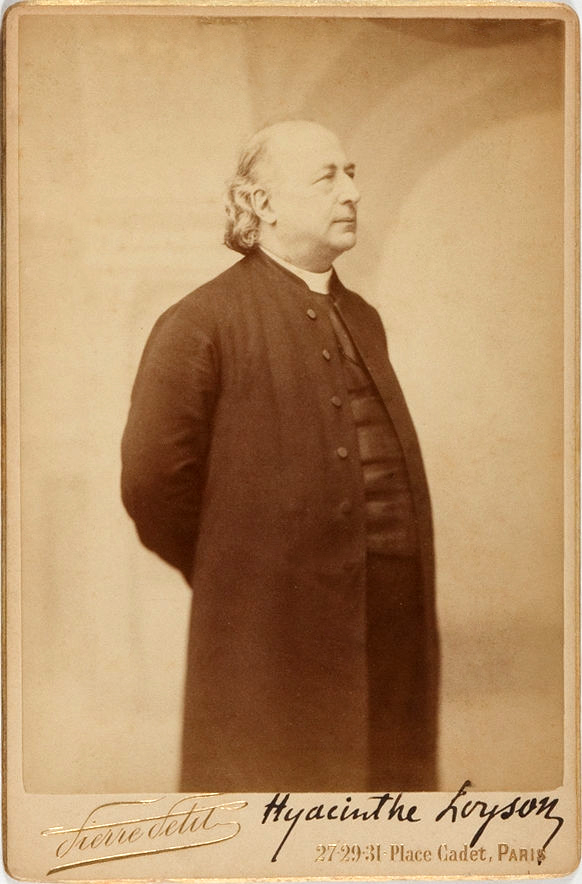

Charles Loyson eller Hyacinthe Loyson efter hans munknamn, Père Hyacinthe, född den 10 mars 1827 i Orléans, död den 9 februari 1912 i Paris, var en fransk präst, teolog och uppmärksammad predikant.
Loyson blev prästvigd 1849 och munk hos de oskodda karmeliterna 1861. Beskyddad av den frisinnade ärkebiskop Georges Darboy, predikade han 1865 med glänsande framgång i fastan från Notre Dames predikstol. Misstänkt för liberala tendenser, blev han efter ett uppseendeväckande offentligt brev bannlyst med det större bannet 1869. 
Loyson gifte sig 1873 med en amerikanska, som han omvänt till katolicismen. Han slöt sig en tid till gammalkatolikerna, öppnade därefter 1879 i Paris en "gallikansk" kyrka samt uppträdde sedan 1890-talet på olika platser som predikant och föreläsare. 
Loyson höll fast vid katolicismen, men önskade den reformerad. Han yrkade, att ofelbarhetsdogmen skulle förkastas, att modersmålet skulle nyttjas i kult och bibelläsning, att prästerna skulle få rättighet att gifta sig, att biskoparna skulle väljas av prästerskapet och församlingen samt att bikten skulle bli fri. 
En del av detta kom att förverkligas genom Andra Vatikankonsiliet, medan andra önskemål ännu idag drivs av vissa grupper inom romersk-katolska kyrkan. Loyson gjorde sig även till målsman för enhetssträvanden, dels mellan kristna kyrkor, dels mellan monoteister av olika religioner. 
Han utgav bland annat La société civile dans ses rapports avec le christianisme (1867), Mon testament (1893), Christianisme et islamisme (1895) samt predikningar. Loyson ansågs på sin tid som en av Frankrikes största andliga talare.